# Rojek
Rojek (prononciation : [ˈrɔjɛk]) est une localité polonaise de la gmina de Torzym dans le powiat de Sulęcin de la voïvodie de Lubusz dans l'ouest de la Pologne.
Elle se situe à environ 10 kilomètres au nord-ouest de Torzym (siège de la gmina), 16 kilomètres au sud-ouest de Sulęcin (siège du powiat), 47 kilomètres au sud-ouest de Gorzów Wielkopolski (capitale de la voïvodie) et 60 kilomètres au nord-ouest de Zielona Góra (siège de la diétine régionale).

## Histoire
Après la Seconde Guerre mondiale, avec la mise en œuvre de la ligne Oder-Neisse, le terrotire de la localité est intégré à la République populaire de Pologne. La population d'origine allemande est expulsée et remplacée par des polonais.
De 1975 à 1998, la localité appartenait administrativement à la voïvodie de Zielona Góra.

Depuis 1999, elle appartient administrativement à la voïvodie de Lubusz